# Змійка (гра)

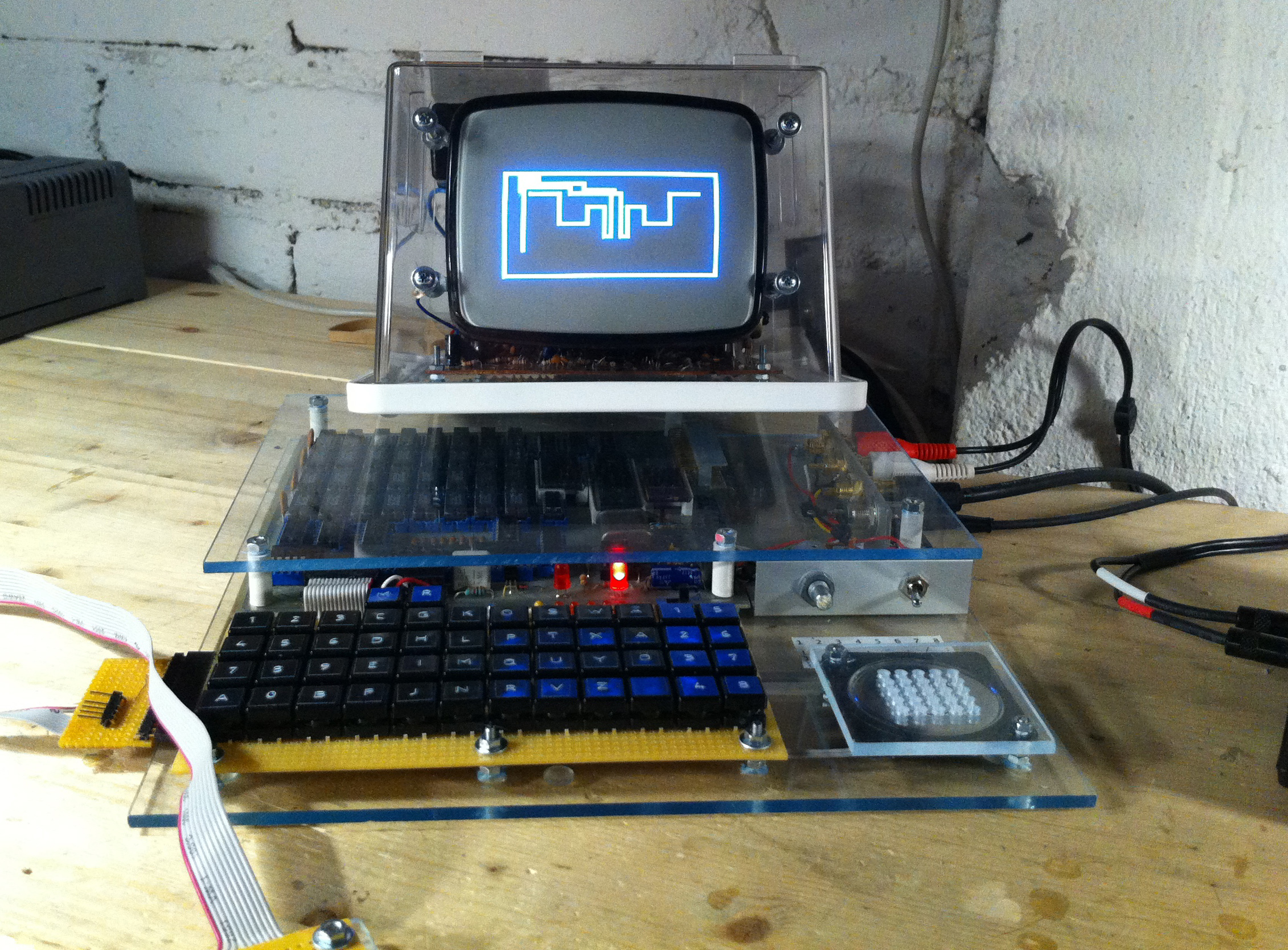
Змійка на Telmac 1800, CHIP-8, випущений 1978 року

Змійка (Snake Game) — це жанр відеоігор, де гравець керує лінією, яка постійно довшає і врешті стає основною перешкодою для самої себе. Концепція виникла 1976 року в аркадній грі для двох гравців Blockade від Gremlin Industries. Простота реалізації привела до появи сотень версій (деякі з яких мають у назві слово «змія» або «черв'як») для багатьох платформ. Аркадна гра Tron 1982 року, заснована на фільмі, включає ігровий процес про змію для одного користувача Light Cycles. Після того, як варіант з'явився на мобільних телефонах Nokia 1998 року, інтерес до цього типу ігор відродився, оскільки він знайшов більшу аудиторію. Тільки для iOS існує кілька сотень таких ігор.

## Ігровий процес
Гравець керує точкою, квадратом або об'єктом на площині з чіткими межами. Рухаючися, він залишає слід, схожий на рухому змію. У деяких іграх кінець сліду знаходиться у фіксованому положенні, тому змія постійно стає довшою, коли рухається. В іншій схемі змія має певну довжину, тому хвіст рухається на фіксовану кількість одиниць від голови. Гравець програє, коли змія наткнеться на межу екрана, іншу перешкоду або саму себе.
Геймплей доступний у двох варіантах:
1. У першому, який найчастіше грає двох гравців, на ігровому полі є кілька змій. Кожен гравець намагається заблокувати іншого, щоб супротивник наткнувся на слід і програв. Прикладом такого типу є Surrouna для Atari VCS.
2. У другому варіанті один гравець намагається з'їсти предмети, натикаючись на них головою змії. Кожен з'їдений предмет робить змію довшою, тому уникнути зіткнення зі змією стає все важче. Приклади: Nibbler, Snake Byte.

## Історія

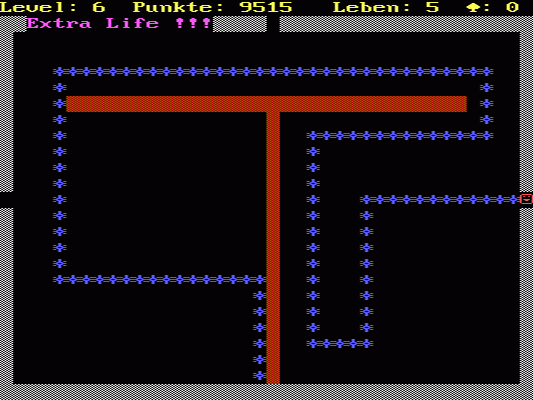
Snake на IBM PC, сумісному з кольоровим графічним адаптером

Дизайн Snake сходить до аркадної гри Blockade, розробленої Gremlin 1976 року. Того ж року його клонували як Bigfoot Bonkers. 1977 року Atari випустила аркадну гру Dominos і гру Atari VCS Surround. Surround був одним із дев'яти випусків Atari VCS у США і продавався Sears під назвою Chase.
Перша відома версія для домашнього комп'ютера під назвою Worm була створена 1978 року Пітером Трефонасом для TRS-80 і опублікована журналом CLOAD того ж року. Незабаром за цим вийшли версії того ж автора для Commodore PET та Apple II. Клон аркадної гри Hustle, яка є клоном Blockade, була написана Пітером Трефонасом у 1979 році та опублікована CLOAD.
Авторизована версія Hustle була опублікована Мілтоном Бредлі для TI-99/4A у 1980 році. Однокористувацький Snake Byte був опублікований у 1982 році для 8-розрядних комп'ютерів Atari, Apple II і VIC-20; змія їсть яблука, щоб пройти рівень, при цьому зростаючи. У «Змії» для BBC Micro (1982) Дейва Бреснена керують змією за допомогою клавіш зі стрілками вліво і вправо відносно напрямку, в якому вона рухається. Швидкість змії збільшується, коли вона стає довшою, і є лише одне життя. Nibbler (1982) — це аркадна гра для одного гравця, де змія вписується в лабіринт, а ігровий процес швидший, ніж більшість дизайнів змій. Інша версія для одного гравця є частиною аркадної гри Tron 1982 року, присвяченої світловим циклам. Це оживило концепцію змії, і багато наступних ігор запозичили тему світлового циклу. Починаючи з 1991 року, Nibbles був включений до MS-DOS на певний період часу як зразок програми QBasic. 1992 року Rattler Race був випущений як частина другого пакету розваг Microsoft. Він додає ворожих змій у знайомий ігровий процес, який їсть яблука.